# 南太平洋ボロ船作戦
『南太平洋ボロ船作戦』（みなみたいへいようボロぶねさくせん、The Wackiest Ship in the Army）は1960年のアメリカ合衆国の映画。出演はジャック・レモンやリッキー・ネルソンなど。

## ストーリー
1943年、太平洋戦争中のこと。優秀なヨットマンでもある米国海軍大尉リップ・クランドールはオーストラリアのタウンズビルに駐屯している。彼は、太平洋艦隊の中でも珍しい帆船「エコー」の指揮を任されたことに驚く。帆を張った船の扱い方を知っている唯一の乗員は、熱心な若いトミー・ハンソン少尉で、彼は戦争開始前のクランドールと組んだヨットレースで、自分のミスにより負けたことがあった。
クランドールはこの目的のはっきりしない命令を拒否しようとするが、ハンソンとクランドールの嘗てのヨット仲間であるヴァンデウォーター中佐が説得する。ヴァンデウォーターはクランドールの悪い健康診断の結果を引き合いに出し、この命令を受けなければ次の命令はもう受けられないことになると言う。ハンソンはクランドールを何人かのエコーの乗員と一緒に飲みに連れ出し、クランドールに彼らとの絆を深めさせ、彼らを見捨てることに罪悪感を感じさせるように仕向ける。
エコー号は辛うじて出向し、嵐の中に突っ込んで行く。誤って自軍による機雷敷設水域に進入してしまった後、ニューギニアのポートモレスビーに到着する。クランドールは、喫水の浅い船しか到達出来ない場所にパターソンという海岸監視員を送り届けるための、自分に替わる艇長を訓練することになる。しかし、その後任者は高慢で、この種の任務には適さないとクランドールは考えたことから、命令に反してクランドールは自らの指揮で船を出す。
船と乗員を原住民の交易船のように偽装して航行する船は日本の偵察機によって発見されるが、偽装は露見しない。目的地到着後、殆どの乗員がパターソンを護衛して上陸している間、近くを通りかかった日本の水上艇の兵士がエコーに乗り込み、クランドールと僅かに残っていた乗員を捕らえる。上陸部隊が戻って来ると、彼らも捕まる。
クランドールは部下を使って何とかエコーを取り戻す。しかし、クランドールは日本兵の日本刀で刺されており、ハンソンは陸上の日本軍の銃座にエコーの位置を知られることになるとしても、無線で日本艦隊の位置に関する連絡を発するべきかの決断を迫られる。彼は連絡を行い、日本軍がエコーに発砲し破壊したため、総員退避の決定が下される。
エコーの乗員は味方の飛行艇に救助され、ビスマルク海海戦での勝利に貢献した功績により、クランドールは新鋭の駆逐艦の艦長となり、ハンソンは駆潜艇の艇長になる。

## キャスト
| 役名                 | 俳優                     | 日本語吹替                                      |
| 役名                 | 俳優                     | 東京12ch版                                      |
| -------------------- | ------------------------ | ----------------------------------------------- |
| クランダル大尉       | ジャック・レモン         | 鈴木やすし                                      |
| ハンソン少尉         | リッキー・ネルソン       | 富山敬                                          |
| バンデウォーター少佐 | ジョン・ランド           | 北村弘一                                        |
| 艦長                 | トム・タリー             | 雨森雅司                                        |
| パターソン           | チップス・ラファーティ   | 宮内幸平                                        |
| フォスター           | リチャード・アンダーソン | 村松康雄                                        |
| 大隊長               | 島田テル                 | 藤本譲                                          |
| 不明 その他          |                          | 寺島幹夫 肝付兼太 国坂伸 作間功 武川信 仲木隆司 |
|                      |                          |                                                 |
| 演出                 | 演出                     | 高桑慎一郎                                      |
| 翻訳                 | 翻訳                     | 桃井洋子                                        |
| 効果                 | 効果                     | 藤田信夫/遠藤堯雄                               |
| 調整                 |                          |                                                 |
| 制作                 | 制作                     | 東北新社                                        |
| 解説                 | 解説                     | 芥川也寸志                                      |
| 初回放送             | 初回放送                 | 1971年8月25日 『木曜洋画劇場』                  |

## スタッフ
- 監督：リチャード・マーフィ
- 製作：フレッド・コールマー
- 原作：ハーバート・カールソン
- 脚本：リチャード・マーフィ、ウィリアム・レイナー、ハーバート・マーゴリス
- 撮影：チャールズ・ロートン・Jr
- 音楽：ジョージ・ダニング